# Steinbach (Ebelsbach)
Steinbach ([ˈʃtaɪ̯nˌbax] ) ist ein Gemeindeteil der Gemeinde Ebelsbach im unterfränkischen Landkreis Haßberge in Bayern.

## Geographie
Das Pfarrdorf liegt am Main und am Südrand des Naturparks Haßberge zwischen Schweinfurt und Bamberg. Der Steinbach durchfließt den Ort und mündet als rechter Zufluss in den Main. Die Staatsstraße 2247 und die Bahnstrecke Bamberg–Schweinfurt führen an dem Ortskern vorbei. Durch Steinbach verläuft der Fränkische Marienweg.

## Geschichte

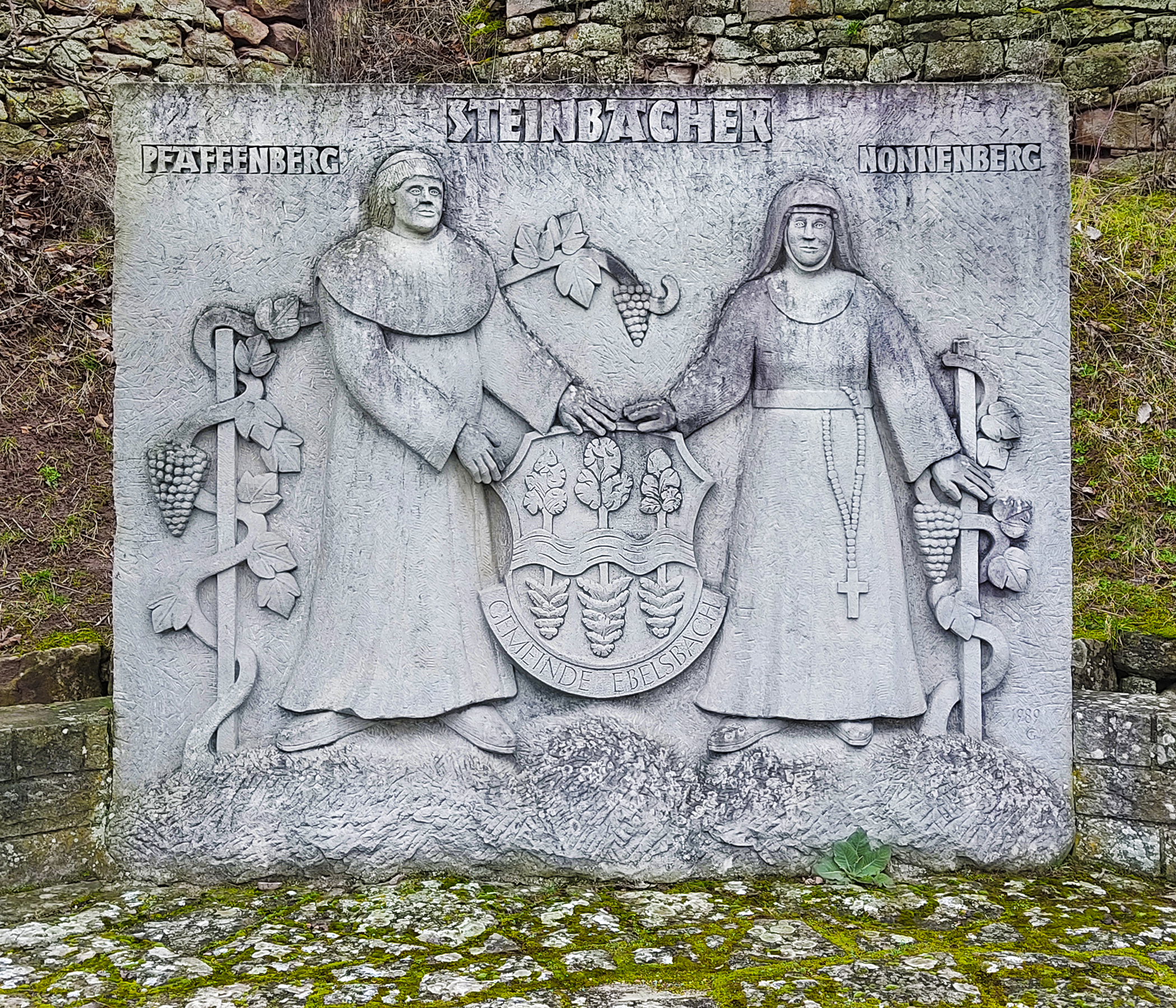
Hinweis auf die Steinbacher Weinlagen Pfaffenberg und Nonnenberg

Steinbach geht wohl auf eine Siedlung der Franken am Main im 7. oder 8. Jahrhundert zurück. Eventuell wurde auch der Ort, wie Zeil am Main, dem Bamberger Kloster Michelsberg im Jahr 1018 von Heinrich II. vermacht. Die urkundliche Erstnennung war 1309, als der Abt des Klosters Ebrach das Gut Steinbach mit seinen Einkünften gegen die halbe Stadt Volkach tauschte. Weinbau wurde in dem Ort mindestens schon 1335 betrieben. Dorfherren waren der Gleisenauer Zweig der Fuchs von Bimbach, die Herren von Rotenhan sowie die beiden Hochstifte Bamberg und Würzburg. 1686 bestanden 30 Haushalte in dem Dorf. Zwischen 1616 und 1630 kam es im Verlauf der Hexenverfolgungen zu 20 Hinrichtungen. In Folge des Dreißigjährigen Kriegs wurden Steinbach und seine Fluren teilweise verwüstet.
1839 wurde die Landstraße von Bamberg nach Schweinfurt in Steinbach errichtet. 1852 war die Inbetriebnahme der Bahnstrecke Bamberg–Haßfurt, die die Gemeindeflur quert. 1862 wurde die Ruralgemeinde Steinbach in das neu geschaffene bayerische Bezirksamt Haßfurt und Landgericht Eltmann eingegliedert. Steinbach zählte im Jahr 1871 58 Wohngebäude und 330 Einwohner, die alle katholisch waren. 1900 hatte die 354,75 Hektar große Gemeinde 307 Einwohner und 58 Wohngebäude. Die 306 katholischen Einwohner gehörten zur 4,0 Kilometer entfernten Pfarrei Zeil am Main, die zuständige Bekenntnisschule befand sich im Ort. 1925 lebten in Steinbach 358 Personen, die alle katholisch waren, in 60 Wohngebäuden.
1950 hatte das damalige Kirchdorf 462 Einwohner und 66 Wohngebäude. Die evangelischen Einwohner gehörten zur Pfarrei im 3,8 Kilometer entfernten Gleisenau. 1970 waren es 424 und 1987 442 Einwohner sowie 106 Wohngebäude mit 147 Wohnungen.
Steinbach gehört seit dem 1. Mai 1978 zur Gemeinde Ebelsbach. 1979 bis 1989 wurde eine Flurbereinigung der Weinberge durchgeführt. Das obere Drittel, eine Terrassenanlage mit Trockenmauern befestigt, blieb als historische Weinbergsanlage. Hier betreiben die Winzer Weinbau nach alter Tradition.

## Baudenkmäler

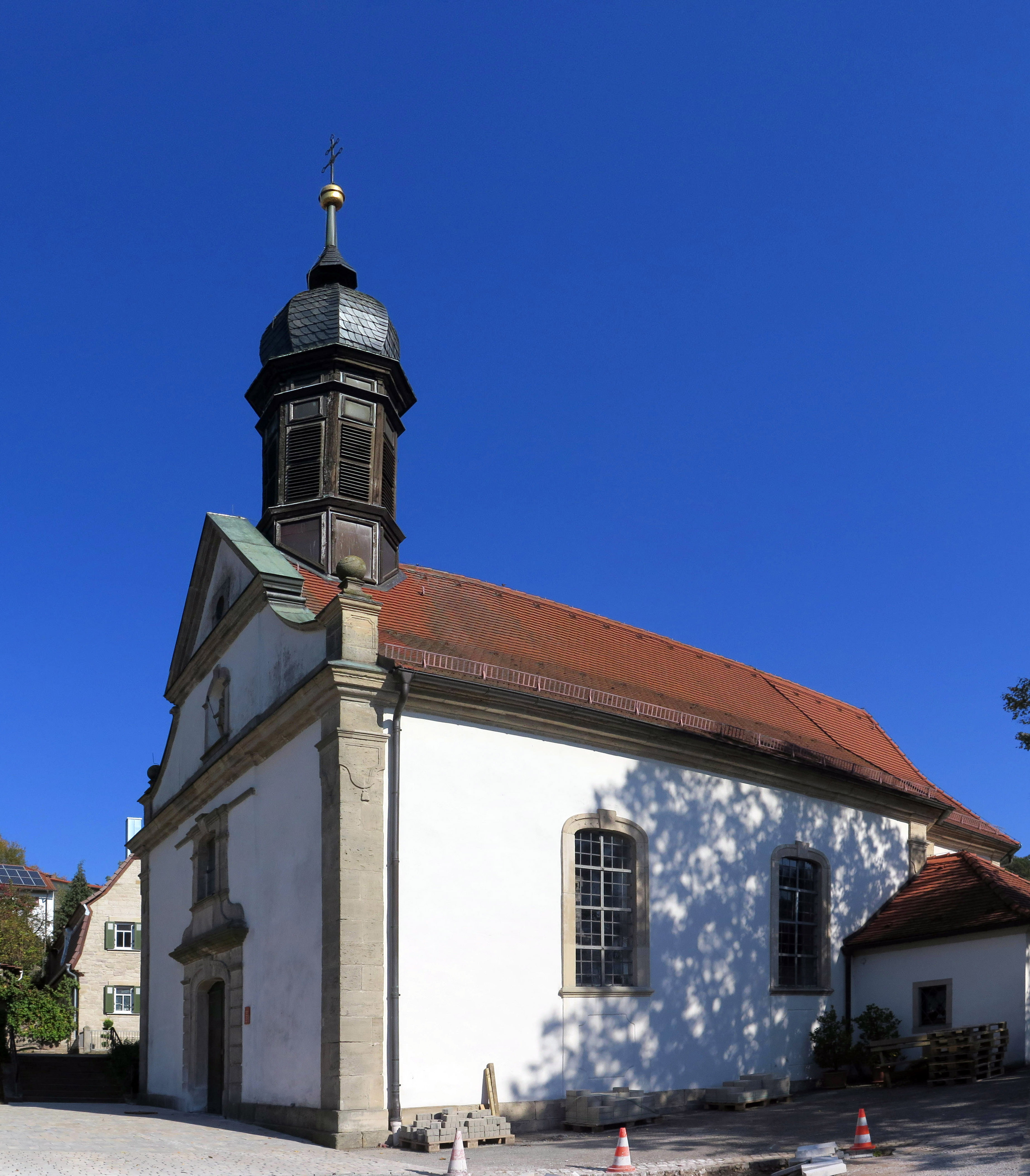
Katholische Kuratiekirche St. Wendelin

Steinbach gehörte ursprünglich zur Pfarrei Eltmann. 1556 war die Umpfarrung zur Pfarrei Zeil. Die katholische Kuratiekirche St. Wendelin geht auf eine Kapelle zurück und wurde 1766 erbaut. Der Saalbau hat eine Giebelfassade und gegenüberliegend einen eingezogenen Chor. Die Fassade ist mit Werkstein gegliedert. Ein Satteldach mit einem Dachreiter mit Zwiebelhaube bildet den oberen Abschluss.
In der Bayerischen Denkmalliste sind insgesamt sechs Baudenkmäler aufgeführt.